# Pat Matzdorf
Patrick ("Pat") Clifford Matzdorf (né le 26 décembre 1949 à Sheboygan dans le Wisconsin) est un athlète américain spécialiste du saut en hauteur.

## Carrière
Étudiant à l'Université du Wisconsin, mesurant 1,90 m pour 79 kg, il se révèle durant la saison 1970 en remportant à Des Moines le titre des Championnats NCAA avec un bond à 2,17 m. Conservant son titre universitaire dès l'année suivante, Pat Matzdorf établit le 3 juillet 1971 un nouveau record du monde du saut en hauteur en franchissant la barre de 2,29 m lors de la rencontre États-Unis-URSS-World All Stars à Berkeley. Il améliore d'un centimètre la meilleure marque mondiale détenue par le Soviétique Valeriy Brumel, auteur de six records du monde successifs de 1961 à 1963. Il égalise par la même occasion le record du monde non ratifié du Chinois Ni Chih-Chin. Matzdorf utilise comme Brumel la technique du rouleau ventral. 
Sélectionné dans l'équipe des États-Unis lors des Jeux panaméricains de Cali, il remporte la médaille d'or avec une barre à 2,10 m. Blessé en fin d'année 1971, l'Américain ne peut participer aux Jeux olympiques d'été de 1972. Après avoir mis l'athlétisme entre parenthèses afin de se concentrer sur ses études de mathématiques, Matzdorf fait son retour sur les pistes en 1975. Il franchit la barre de 2,24 m en Fosbury flop.

## Sources
- Robert Parienté et Alain Billouin, La fabuleuse histoire de l'Athlétisme, page 554, Paris, Minerva 2003
- Journal Ouest-France du 5 juillet 1971.
- Journal L'Equipe du mardi 6 juillet 1991 : reportages de Noël Couëdel et de Patrick Fillion.
- L'Equipe Athlétisme Magazine n°30 du mercredi 28 juillet 1971 : reportage de Noël Couëdel -et photos de Tony Duffy- en pages 30 à 32 intitulé Pat Matzdorf Le record de la Peur.